# ガット・トゥ・ビー・ゼア
『ガット・トゥ・ビー・ゼア』（Got to Be There）は、ジャクソン・ファイブの人気絶頂期の1972年に発表されたマイケル・ジャクソンのソロ・デビュー作。1971年10月7日に発売された同名のシングル曲を収録している。

## 解説
初々しさの残る変声期前の伸びやかなテノールを聴くことが出来る。モータウンの期待を一身に集めていたマイケル・ジャクソンはストリングスやコーラスを惜しみなく活用している。全米ポップ・アルバム・チャートで14位、ブラック・アルバム・チャートで3位を記録している。

## 収録曲

### Side 1
1. エイント・ノー・サンシャイン - Ain't No Sunshine
2. ボクはキミのマスコット - I Wanna Be Where You Are
3. ガール・ドント・テイク・ユア・ラヴ - Girl Don't Take Your Love From Me
4. 二人の道 - In Our Small Way
5. ガット・トゥ・ビー・ゼア - Got to Be There

### Side 2
1. ロッキン・ロビン - Rockin' Robin
2. 愛の鳥 - Wings of My Love
3. マリア - Maria (You Were the Only One)
4. 恋ははかなく - Love Is Here and Now You're Gone
5. きみの友達 - You've Got a Friend